# Federación de Fútbol de Quebec
La Federación de Fútbol de Quebec (QSF) (en francés: Fédération Québécoise de Soccer FQS) es el órgano rector del fútbol en la provincia canadiense de Quebec. La QSF es una de las trece federaciones provinciales y territoriales miembros de la Asociación Canadiense de Fútbol. Tiene su sede en Laval. Esta federación fue fundada en 1911 y adoptó su nombre actual en 2000. El 10 de junio de 2013, la Asociación Canadiense de Fútbol suspendió a la Federación de Fútbol de Quebec por su no dejar a jugar los niños con turbante.